# Centro de Investigaciones Regionales de Mesoamérica
El Centro de Investigaciones Regionales de Mesoamérica (CIRMA) fue fundada en 1978 por los académicos estadounidenses Christopher Lutz y William Swezey quienes se propusieron construir una biblioteca dedicada a las Ciencias Sociales en Guatemala. El propósito de la biblioteca era beneficiar a los guatemaltecos y centroamericanos enfocándose en la investigación sobre Mesoamérica. Fue así que se unieron con Julio Pinto Soria, Julio Castellanos Cambranes y Stephen Webre para formar la Biblioteca Centroamericana de Ciencias Sociales. La directora de la fundación, Tani Adams señala que inicialmente se pensaba que el centro fuera una biblioteca especializada en la región. Después, en 1995 comenzó a trabajar en programas académicos con investigadores nacionales y extranjeros, especializándose sobre todo en investigación sobre arqueología y lingüística. Es a partir de 1996 con la firma de Los acuerdos de paz, y cuando Adams  asume el cargo de directora, e inicia una visión más amplia de la institución, trabajando sobre todo en cuatro áreas: colecciones de la biblioteca, archivo fotográfico, el archivo histórico y la investigación en áreas sociales.

## Proyectos de CIRMA
La organización se ha caracterizado por su interés en el rescate y preservación del patrimonio histórico de Guatemala, por su voluntad para proveer de información a los ciudadanos, así como por tratar de constituir una fuente de información pública especializada en el estudio y análisis de los fenómenos sociales, culturales y políticos de Centroamérica. De esta manera, ha producido varias obras y publicaciones sobre temas étnicos en Guatemala. Así mediante su programa de investigación, fundado en 1998, ha trabajado en tres proyectos de largo alcance:
- La exposición ¿Por qué estamos como estamos?;
- Memorias del mestizaje
- Construcción de identidades.

- La Biblioteca Centroamericana   de Ciencias Sociales, que en la actualidad es una de las más grandes en su género en Centroamérica, contando con aproximadamente 70,000 volúmenes del siglo XVII al presente.

- La Fototeca Guatemala, creada en 1980, representa los diferentes grupos étnicos, sociales y políticos desde 1850 hasta el presente y provee un rico registro de la evolución histórica del país. Por otra parte, con la firma de los Acuerdos de Paz (1996), la Fototeca Guatemala amplió su rol institucional para contribuir activamente a la reconstrucción de la sociedad guatemalteca, mediante acciones orientadas a la formación de una ciudadanía pensante y responsable, luego del conflicto vivido en la región.

- El Archivo Histórico, fundado en 1997, es el único en el ámbito centroamericano. Tiene colecciones que van del siglo XIX a la fecha, haciendo énfasis en la época contemporánea. Su labor es rescatar, organizar, preservar y difundir documentos provenientes de instituciones no gubernamentales y particulares. Actualmente, el Archivo Histórico alberga 52 colecciones integradas por aproximadamente 7,500,000 documentos.

- El proyecto “Derecho Maya: La realidad de su práctica y aplicación”, financiado por la Fundación Soros Guatemala y cuyo objetivo fue establecer con los actores relacionados con la materia, las líneas de investigación y la metodología necesaria para llegar establecer el diálogo, análisis y propuestas, por medio del cual el Estado aborde la discusión y la generación de políticas alrededor del tema.

- En 2002, por invitación de la Fundación Kellog, CIRMA inició el Programa de Liderazgo y Desarrollo Social para América Latina y el Caribe, para contribuir al desarrollo social de la región a través del fortalecimiento de las habilidades de liderazgo en miembros clave de organizaciones sociales.

- La campaña ¡Nuestra Diversidad es Nuestra Fuerza!, realizada entre 2004 y 2006 promovió el diálogo y la reflexión sobre el problema del racismo y la diversidad étnica del país. Como parte de esacampaña surgió la Exposición ¿Por qué estamos como estamos? que actualmente es administrada por el Instituto Internacional de Aprendizaje para la Reconciliación Social, IIARS.[3]

- En 2005 se inició el programa académico “Study Abroad at CIRMA” en coordinación con la Universidad de Arizona, ofreciendo a estudiantes de Estados Unidos y otros países, la oportunidad de conocer la realidad social y política de Guatemala y América Central.[4]

## Publicaciones
- ¿Por qué estamos como estamos?
- Memorias del mestizaje
- Etnicidad, Estado y nación en Guatemala, 1808-1944, v. I
- Etnicidad, Estado y nación en Guatemala, 1944-1985, v. II
- Las ideas detrás de la etnicidad: una selección de textos para el debate
- Las relaciones étnicas en Guatemala, 1944-200
- Mayanización y vida cotidiana
- El Derecho Indígena en Guatemala en el contexto del pluralismo jurídico
- La visión indígena de la conquista
- Historia sociodemográfica de Santiago de Guatemala
- Conquista y cambio cultural
- La sangre de Guatemala
- La sociedad colonial en Guatemala y
- Early twentieth-century life in western Guatemala

Así también ha colaborado con otras entidades académicas y de diverso carácter, realizando otras investigaciones como: las Mayanización y vida cotidiana; el derecho indígena en Guatemala en el contexto del pluralismo jurídico; y la visión indígena de la conquista.

## Reconocimientos
Este organismo ha sido reconocido por algunas instituciones guatemaltecas por su contribución a la investigación en beneficio del país:
- Orden Diego de Porres en el Grado de Gran Venera, 1996, por parte del Consejo Nacional para la Protección de la Antigua Guatemala.
- Orden de Los Cinco Volcanes, 1998, por parte de la Cancillería, a Christopher Lutz, cofundador de CIRMA, en reconocimiento a la contribución de CIRMA a Centroamérica.
- Orden Nacional del Patrimonio Cultural de Guatemala, 2000, del Presidente Alfonso Portillo.
- Orden Rafael Landívar, 2004, por parte del Concejo Municipal de Antigua Guatemala.